# Luapulagraszanger
De luapulagraszanger (Cisticola luapula) is een zangvogel uit de familie Cisticolidae.

## Verspreiding en leefgebied
Deze soort komt voor van Angola en Namibië tot Zambia en Zimbabwe.